# Сан Пјетро ај Прати (Форли-Чезена)
Сан Пјетро ај Прати (итал. San Pietro ai Prati) је насеље у Италији у округу Форли-Чезена, региону Емилија-Ромања.
Према процени из 2011. у насељу је живело 79 становника. Насеље се налази на надморској висини од 21 м.